# Чемпіонат Польщі з хокею 1977—1978
Чемпіонат Польщі з хокею 1978 — 43-ий чемпіонат Польщі з хокею, чемпіоном став клуб Подгале (Новий Тарг).

## Підсумкова таблиця
| М   | Команда               | І  | Ш       | О  |
| --- | --------------------- | -- | ------- | -- |
| 1.  | Подгале (Новий Тарг)  | 36 | 211:66  | 62 |
| 2.  | Заглембе Сосновець    | 36 | 157:83  | 53 |
| 3.  | Напшуд Янув           | 36 | 153:104 | 47 |
| 4.  | ЛКС (Лодзь)           | 36 | 134:121 | 39 |
| 5.  | Баїлдон (Катовіце)    | 36 | 161:125 | 37 |
| 6.  | ГКС Катовіце          | 36 | 106:106 | 34 |
| 7.  | Сточньовець (Гданськ) | 36 | 106:135 | 29 |
| 8.  | ГКС Тихи              | 36 | 114:160 | 25 |
| 9.  | Краковія Краків       | 36 | 115:169 | 21 |
| 10. | Полонія (Бидгощ)      | 36 | 75:243  | 11 |

## Найкращий гравець
Найкращим гравцем журналом «Спорт» (пол. Sport) був визнаний Лешек Токаж з Заглембе Сосновець.

## ІІ Ліга
Переможцем ліги став клуб Легія Варшава.